# Gokarneshwar
Gokarneshwar (Nepali गोकर्णेश्वर) ist eine Stadt (Munizipalität) im Kathmandutal in Nepal und gehört zum Ballungsraum Kathmandu.
Die im Nordosten des Distrikts Kathmandu gelegene Stadt entstand 2014 durch Zusammenlegung der fünf Village Development Committees (VDCs) Baluwa, Gokarna, Jorpati, Nayapati und Sundarijal.
Die Stadtverwaltung liegt im Verwaltungsgebäude des ehemaligen VDC Jorpati.
Das Stadtgebiet umfasst 58,5 km².
Gokarneswor grenzt im Südwesten direkt an die Hauptstadt Kathmandu.
Der südliche Teil des Stadtgebiets ist sehr bevölkerungsreich. Im Norden von Gokarneshwar, im ehemaligen VDC Sundarijal, erhebt sich ein bewaldeter Höhenrücken, der teilweise im Shivapuri-Nagarjun-Nationalpark liegt.

## Einwohner
Bei der Volkszählung 2011 hatten die VDCs, aus welchen die Stadt Gokarneshwar entstand, 107.351 Einwohner (davon 53.725 männlich) in 27.106 Haushalten.